# Panula scindens
Panula scindens är en fjärilsart som beskrevs av Walker 1858. Panula scindens ingår i släktet Panula och familjen nattflyn. Inga underarter finns listade i Catalogue of Life.